# Брюс Гроббелар
Брюс Гроббелар (англ. Bruce Grobbelaar, нар. 6 жовтня 1957, Дурбан) — родезійський та зімбабвійський футболіст, що грав на позиції воротаря. По завершенні ігрової кар'єри — футбольний тренер. Один з найкращих воротарів «Ліверпуля» та збірної Зімбабве в історії, ставши з «червоними» шестиразовим чемпіоном Англії, триразовим володарем Кубка Англії та Кубка англійської ліги, а також володарем Кубка чемпіонів УЄФА.

## Ранні роки
Народився 6 жовтня 1957 року в Дурбані, Південно-Африканський Союз в родині африканерів. Коли йому було два місяці, він разом зі своєю матір'ю і сестрою переїхав до Родезії (нині — Зімбабве), щоб приєднатися до його батька, який влаштувався там на роботу на залізницях.
Коли Брюс був ще зовсім малий, в Родезії спалахнула багаторічна громадянська війна, яка затьмарила його дитинство і юність.
Брюс почав свою кар'єру у клубі «Хайлендерс», що базується в Булавайо, другому за величиною місті Родезії. Однак незабаром його, юного спортсмена і воротаря молодіжної збірної країни, закликали в армію, в особистий парашутно-десантний батальйон спецназу тодішнього прем'єра Родезії Яна Сміта, що складався з найкращих молодих спортсменів країни. Гроббелар проходив військові тренування під керівництвом інструкторів Моссада, потім його загін став здійснювати каральні рейди проти терористів, на рахунку Гроббелара десятки людських життів, він вижив, як сам пізніше казав, завдяки «40 способам вбивства», яким його навчили ізраїльські інструктори. Першим завданням, в якому брав участь Гроббелар, стала висадка на півночі країни з метою захоплення лідера терористів Роберта Мугабе в його штаб-квартирі, пізніше Гроббелар згадував: «У першу ж ніч терористи атакували наш табір. Я тоді стояв у дозорі і застрелив двох. А інакше не можна — це війна! На ній виживає той, хто вистрілить і раніше, і точніше!» На війні Гроббелар провів півтора року.
Завдяки зв'язкам батька Брюса відправили в запас, і сім'я переїхала спершу в столицю Родезії, Солсбері, а потім в ПАР. Там Брюс грав за «Хайлендс Парк» та «Дурбан Сіті». Але в той час і в ПАР було неспокійно і сім'я Гроббеларів незабаром переїхала в США, проте там з футболом було складно, і Брюс грав на позиції кетчера в бейсбольній команді «Норт Адамс Стейт Коледж».

## Клубна кар'єра

### Початок кар'єри
Гроббелар не залишив мрію грати у футбол і відправився в Англію, де просився на перегляд в «Вест Бромвіч Альбіон», але його відмовилися навіть переглядати. Він ходив по клубам, але йому, на той момент нікому не відомому іноземцю, скрізь відмовляли. Згодом Гроббелар майже підписав контракт з клубом 4-го англійського дивізіону «Борнмутом», але угода зірвалася в останній момент.
У 1979 році Гроббелар їде в Північну Америку, де його помітили скаути з канадської команди «Ванкувер Вайткепс», з якими підписує контракт. Тренером його в цьому клубі був колишній гравець збірної Англії та «Блекпула» Тоні Вейтерс, а партнером — гравець збірної Нідерландів Руд Крол.
Дебютувавши в 1979 році в матчі з «Сієтл Саундерс», Гроббелар швидко став кумиром уболівальників «Вайткепс». У 1980 році Гроббелар здійснив поїздку до Англії, щоб зустрітися з друзями родини. Випадковий телефонний дзвінок звів його з Роном Аткінсоном, тодішнім тренером «Вест Бромвіч Альбіон». Брюс чудово проявив себе на перегляді, Аткінсон вирішив підписати з ним контракт, але Брюс не зміг отримати дозвіл на роботу у Великій Британії і був змушений повернутися в Ванкувер. Через кілька місяців Брюс перейшов з «Вайткепс» на правах оренди в команду «Кру Олександра» з третього англійського дивізіону. У програмці до першого матчу його, Брюса, помилково назвали Біллом. Загалом за «Кру» Гроббелар провів 24 матчі і забив свій єдиний гол у професійній кар'єрі (з пенальті у своїй останній грі за «Кру»).

### «Ліверпуль»
Після останньої гри за «Кру Олександру», коли Брюс вже збирався летіти в Канаду, на нього вийшов головний скаут «Ліверпуля» Том Сондерс, який шукав для свого клубу другого голкіпера. Сондерс зв'язався з Тоні Вейтерсом з пропозицією про перехід Брюса в «Ліверпуль», і тренер канадців дав згоду. Сума трансферу склала 250 000£. 17 березня 1981 року Гроббелар офіційно став гравцем «Ліверпуля».
При першому ж знайомстві з командою Гроббелар сказав тодішньому основному голкіперу мердсісайдців Рею Клеменсу: «Ти занадто старий, через рік я буду стояти на твоєму місці». Все так і сталося: невдовзі Клеменс був проданий в «Тоттенгем Готспур», а Гроббелар став голкіпером номер один. Однак перші матчі Брюса у воротах «Ліверпуля» рясніли помилками. «Ліверпуль» не дуже вдало грав у першій половині сезону 1981/82, але в новому 1982 році тренер Боб Пейслі домігся від гравців кращого, на що вони були здатні. «Ліверпуль» заграв — виграв чемпіонський титул, а також Кубок ліги, у фіналі якого був обіграний 3:1 «Тоттенгем», ворота якого захищав якраз колишній голкіпер «червоних» Рей Клеменс.

Брюс Гроббелар святкує з трофеєм перемогу в Кубку європейських чемпіонів 1983/84.

У період з 1981 по 1994 рік Гроббелар провів 627 ігор за «Ліверпуль». Одна гра була особливою. Це був фінал Кубка європейських чемпіонів 1984 року проти італійської «Роми». Основний час матчу закінчився внічию 1:1, і була призначена серія пенальті. Перед ударами Гроббелар кривлявся, жував сітку воріт, імітуючи поїдання спагеті, здійснював хвилеподібні рухи ногами, які згодом прославилися під назвою «ноги-спагеті» (англ. spaghetti legs). В результаті двоє футболістів «Роми», Бруно Конті та Франческо Граціані, пробили повз ворота і «Ліверпуль» переміг у серії пенальті з рахунком 4:2, а Брюс Гроббелар став першим африканцем з неколоніальної країни, що виграв Кубок європейських чемпіонів (Маріу Колуна, Ейсебіо, Алберту да Кошта Перейра, Жозе Агуаш та інші гравці «Бенфіки» були із країн-колоній і виступали за збірну Португалії).
У наступному році «Ліверпуль» знову вийшов у фінал Кубка чемпіонів. Коли у фінальному матчі у ворота «червоних» був призначений пенальті, Гроббелар спробував повторити свій трюк, але гравець «Ювентуса» Мішель Платіні був невблаганний і пробив з «точки» точно. «Ліверпуль» програв 0:1, а матч запам'ятався не стільки самим футболом, скільки побиттям і загибеллю італійських вболівальників (Ейзельська трагедія). Результатом подій поза полем стали безліч загиблих і покалічених, а також відлучення клубів з Туманного Альбіону від міжнародних зустрічей на 5 років («Ліверпуля» на 8 років).
У 2005 році воротар «Ліверпуля» Єжи Дудек у фінальному матчі Ліги чемпіонів проти «Мілана», що завершився серією післяматчевих пенальті, скопіював знамениті «ноги-спагеті» Гроббелара. «Ліверпуль» переміг у серії з рахунком 3:2 і додав у свою колекцію трофеїв п'ятий Кубок європейських чемпіонів.
Гроббелар ще довго грав за «Ліверпуль», іноді опиняючись під вогнем критики преси, але завжди доводячи головним тренером Ліверпуля (Бобу Пейслі, Джо Фагану і Кенні Далглішу) свою значимість і необхідність для команди. Він завжди захищав свою оригінальність і несхожість на інших воротарів. Казав, що навіть воюючи в Зімбабве, він любив і цінував футбол, і неважливо, що йому пропонували взамін. Його любили вболівальники, тому що він ніколи не був байдужим, за свої помилки відповідав чітко, визнаючи провину, не боявся публічно сварити своїх захисників і себе самого. За роки в «Ліверпулі» він виграв більше трофеїв, ніж будь-який з його сучасників.
При Далгліші «Ліверпуль» став скочуватися зі своїх позицій, і разом з цим все гірше грав Гроббелар. В лютому 1991 року Далгліш був звільнений, а на його місце прийшов Грем Сунесс, якому артистична манера футболу у виконанні Гробелаара була не до душі. Сунесс назвав його «незграбною шафою, яка займає місце в роздягальні». Брюс втратив місце в складі, поступившись Майку Хуперу. Сунесс поставив умову, що якщо Гробелаар відмовиться від своїх «циркових номерів», то знову стане основним голкіпером. Гроббелаар відповідав: «Людина, яка воювала в джунглях Родезії і багато разів дивилася смерті в очі, не здатна серйозно ставитися до футболу».
Влітку 1992 року в «Ліверпуль» прийшов молодий і перспективний воротар Девід Джеймс з «Вотфорда». Джеймс забронював за собою пост номер один, а Гроббелар провів у сезоні 1992/93 лише 6 зустрічей, а кінець того сезону провів в оренді в «Сток Сіті». При цьому, в грі 1/8 фіналу Кубка Кубків з московським «Спартаком» Гроббелар отримав першу в кар'єрі червону картку. Невпевнена гра Джеймса на початку сезону 1993/94 дозволила Гроббелару знову стати першим номером «Ліверпуля», але сезон, що відмінно почався, закінчився провально, а Гроббелар в мерсісайдському дербі навіть вдарив молодого півзахисника своєї команди Стіва Макманамана, що було розцінено пресою, як ймовірний кінець його кар'єри в «Ліверпулі». Брюс все ж грав до кінця сезону, поки не травмувався на останній хвилині програного матчу в Лідсі 18 лютого. Це була його остання поява у футболці «Ліверпуля».
За 13 років в клубі Брюс 628 разів виходив на поле, з них 440 раз в чемпіонаті. У числі його трофеїв: 6 титулів чемпіона Англії, Кубок європейських чемпіонів, по три Кубка Англії та Кубка англійської ліги і п'ять Суперкубків Англії. На офіційному фан-сайті «Ліверпуля» було організоване опитування по визначенню найкращих гравців за 100 років, в якому Гроббелар посів друге місце серед голкіперів клубу.

### «Саутгемптон»
Влітку 1994 року Гроббелар у статусі вільного агента перейшов в «Саутгемптон» і дебютував в цьому клубі 20 серпня у матчі з «Блекберн Роверс» (1:1). У складі «святих» Брюс провів 2 сезони, конкуреючи з Дейвом Бізантом. Незважаючи на те, що почався судовий розгляд з договірними матчами, тренер команди Ален Болл-молодший вірив у Гроббелара. Наступні сезони в «Саутгемптоні» не склалися, в тому числі через численні поїздки по судових справах (у сезоні 1995/1996 він провів лише два матчі).

### Звинувачення в хабарництві
У листопаді 1994 року Гроббелар був звинувачений бульварною газетою «The Sun» в тому, що під час перебування в «Ліверпулі» він брав хабар від однієї з команд, даючи згоду на «потрібний» рахунок, навіть існував відеозапис цього інциденту, де Гроббелар обговорює цей захід. Разом з ним були звинувачені в договірних матчах воротар «Вімблдону» Ганс Сегерс, нападник «Астон Вілли» Джон Фашану і малайзійський бізнесмен Хенг Суан Лім.
Гроббелар стверджував, що він лише збирав свідчення злочинного задуму з наміром принести докази в поліцію. Після двох судових розглядів присяжні засідателі не змогли домовитися про вирок, Гроббелар та інші підсудні були звільнені у листопаді 1997 року. Пізніше Гроббелар пред'явив позов «The Sun» на 85 000£ і виграв справу. Газета знову подала в суд на Гроббелара, розгляд взяла на себе Палата Лордів, яка встановила, що хоча багато тверджень не були доведені (зокрема, не було доведено те, що хабарі могли вплинути на результат матчів), все ж була підстава для тверджень про непорядність Гроббелара (він і сам визнав, що брав хабарі), і сума виплати за позовом на користь Гроббелара була скорочена до 1£ — найнижчої ціни за наклеп, яка можлива у Великій Британії. Також Гроббелара зобов'язали сплатити газеті «The Sun» судові витрати на суму 500 000 £. Гроббелар був неспроможним виплатити цю суму і оголосив себе банкрутом.

### Завершення кар'єри
У 1996 році Гроббелар перейшов в «Плімут Аргайл», де провів наступний сезон, після чого виступав за низку нижчолігових англійських команд, ніде не затримуючись надовго, а згодом повернувся в ПАР.

## Виступи за збірну
Незважаючи на те, що Гроббелар народився у ПАР, він вирішив виступати за збірну Родезії, в якій розпочав займатись футболом. 3 липня 1977 року Гроббелар у віці 19-років дебютував за збірну Родезії проти збірної своєї батьківщини — збірної Південно-Африканської Республіки (1:1).
З 1980 року виступав у складі новоствореної національної збірної Зімбабве. Протягом кар'єри у національній команді провів у формі головної команди країни 32 матчі.

## Подальше життя

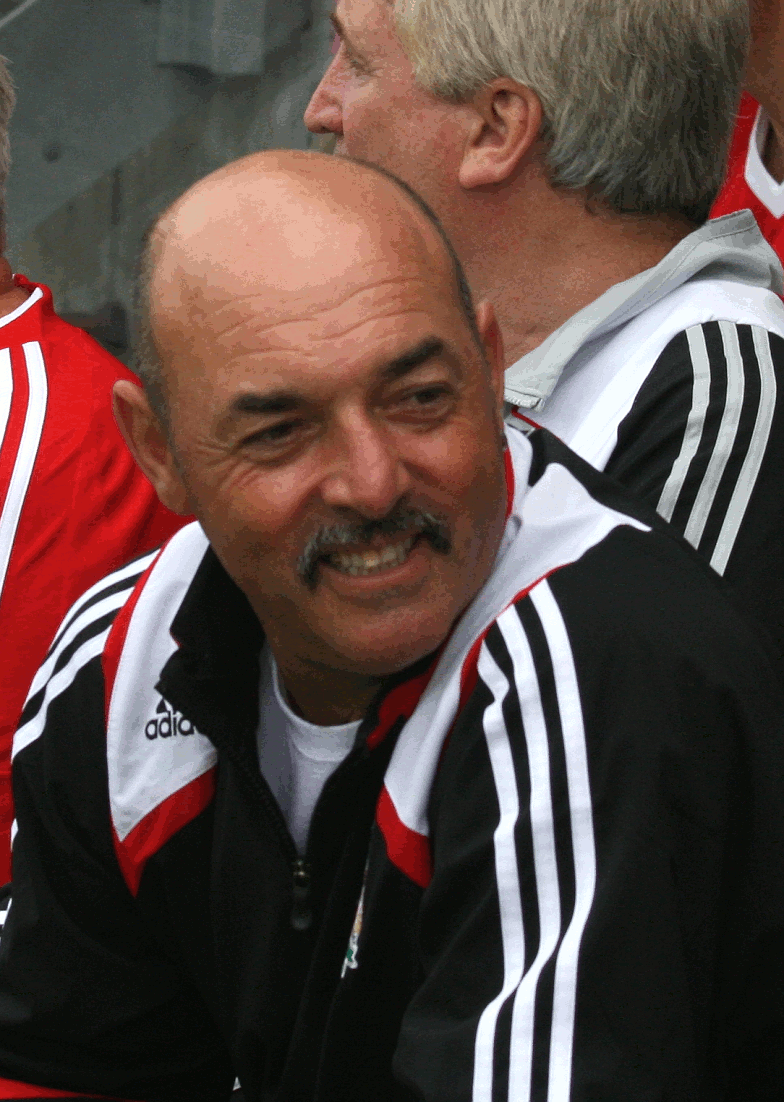
Брюс Гроббелар у 2008 році

Повернувшись після завершення ігрової кар'єри на батьківщину, Гроббелар тренував команду «Севен Старз», прийнявши її в зоні вильоту, а завершивши першість на 4-му місці в турнірній таблиці. Недовго працював тренером збірної Зімбабве, потім тренував південноафриканський «Гелленік», кілька матчів відстоявши в його воротах, ставши у віці 44 років найстарішим гравцем, що коли-небудь грав в чемпіонаті ПАР, поки його рекорд не був побитий в 2013 році іншим воротарем Андре Арендсе. Після цього Гроббелар працював тренером в південноафриканських командах «Суперспорт Юнайтед», «Меннінґ Рейнджерс» та «Умтата Буш Бакс».
У 2004—2006 роках Гроббелар працював коментатором на телеканалі «Sky One». У 2006 році Брюс приїхав в Англію на благодійний матч, організований Мариною Далгліш, дружиною Кенні Далгліша, яка змогла перемогти рак. Збори з матчу пішли на дослідження ракових захворювань. Матч повторював фінал Кубка Англії 1986 — «Ліверпуль»— «Евертон». «Ліверпуль» виграв 1:0.
У 2007 році Гроббелар зіграв кілька матчів, допомагаючи командам нижчих англійських ліг зберегти прописку в своєму дивізіоні.
Під час чемпіонату світу з футболу 2010 в Південній Африці Гроббелар працював на норвезькому телеканалі TV 2.
Гроббелаар в даний час проживає в містечку Корнер-Брук, Ньюфаундленд, Канада, де продовжує займатись футболом у місцевих аматорських командах. З 2014 року працював тренером воротарів у канадському клубі з «Оттава Ф'юрі», що виступає у Північноамериканській футбольній лізі, другому за силою футбольному дивізіоні США і Канади.

## Статистика
| Клуб                | Сезон             | Чемпіонат          | Чемпіонат | Чемпіонат | Кубок | Кубок | Кубок ліги | Кубок ліги | Єврокубки | Єврокубки | Інші[A] | Інші[A] | Всього | Всього |
| Клуб                | Сезон             | Division           | Ігор      | Голів     | Ігор  | Голів | Ігор       | Голів      | Ігор      | Голів     | Ігор    | Голів   | Ігор   | Голів  |
| ------------------- | ----------------- | ------------------ | --------- | --------- | ----- | ----- | ---------- | ---------- | --------- | --------- | ------- | ------- | ------ | ------ |
| «Ванкувер Вайткепс» | 1979              | НАСЛ               | 1         | 0         | –     | –     | –          | –          | –         | –         | –       | –       | 1      | 0      |
| «Ванкувер Вайткепс» | 1980              | НАСЛ               | 23        | 0         | –     | –     | –          | –          | –         | –         | –       | –       | 23     | 0      |
| «Ванкувер Вайткепс» | Всього            | Всього             | 24        | 0         | –     | –     | –          | –          | –         | –         | –       | –       | 24     | 0      |
| «Кру Александра»    | 1979–80           | Четвертий дивізіон | 24        | 1         | 0     | 0     | 0          | 0          | 0         | 0         | 0       | 0       | 24     | 1      |
| «Кру Александра»    | Всього            | Всього             | 24        | 1         | 0     | 0     | 0          | 0          | 0         | 0         | 0       | 0       | 24     | 1      |
| «Ліверпуль»         | 1980–81           | Перший дивізіон    | 0         | 0         | 0     | 0     | 0          | 0          | 0         | 0         | 0       | 0       | 1      | 0      |
| «Ліверпуль»         | 1981–82           | Перший дивізіон    | 42        | 0         | 3     | 0     | 10         | 0          | 0         | 0         | 0       | 0       | 55     | 0      |
| «Ліверпуль»         | 1981–82           | Перший дивізіон    | 42        | 0         | 3     | 0     | 10         | 0          | 6         | 0         | 1       | 0       | 62     | 0      |
| «Ліверпуль»         | 1982–83           | Перший дивізіон    | 42        | 0         | 3     | 0     | 8          | 0          | 6         | 0         | 1       | 0       | 60     | 0      |
| «Ліверпуль»         | 1983–84           | Перший дивізіон    | 42        | 0         | 2     | 0     | 13         | 0          | 9         | 0         | 1       | 0       | 67     | 0      |
| «Ліверпуль»         | 1984–85           | Перший дивізіон    | 42        | 0         | 7     | 0     | 3          | 0          | 10        | 0         | 2       | 0       | 64     | 0      |
| «Ліверпуль»         | 1985–86           | Перший дивізіон    | 42        | 0         | 8     | 0     | 7          | 0          | –         | –         | 6       | 0       | 63     | 0      |
| «Ліверпуль»         | 1986–87           | Перший дивізіон    | 31        | 0         | 3     | 0     | 9          | 0          | –         | –         | 2       | 0       | 45     | 0      |
| «Ліверпуль»         | 1987–88           | Перший дивізіон    | 38        | 0         | 5     | 0     | 3          | 0          | –         | –         | –       | –       | 46     | 0      |
| «Ліверпуль»         | 1988–89           | Перший дивізіон    | 21        | 0         | 5     | 0     | 0          | 0          | –         | –         | 2       | 0       | 28     | 0      |
| «Ліверпуль»         | 1989–90           | Перший дивізіон    | 38        | 0         | 8     | 0     | 3          | 0          | –         | –         | 1       | 0       | 50     | 0      |
| «Ліверпуль»         | 1990–91           | Перший дивізіон    | 31        | 0         | 7     | 0     | 3          | 0          | –         | –         | 1       | 0       | 42     | 0      |
| «Ліверпуль»         | 1991–92           | Перший дивізіон    | 37        | 0         | 9     | 0     | 4          | 0          | 5         | 0         | –       | –       | 55     | 0      |
| «Ліверпуль»         | 1992–93           | Прем'єр-ліга       | 5         | 0         | 0     | 0     | 2          | 0          | 1         | 0         | 1       | 0       | 10     | 0      |
| «Ліверпуль»         | 1993–94           | Прем'єр-ліга       | 29        | 0         | 2     | 0     | 5          | 0          | –         | –         | –       | –       | 36     | 0      |
| «Ліверпуль»         | Всього            | Всього             | 440       | 0         | 62    | 0     | 70         | 0          | 38        | 0         | 18      | 0       | 628    | 0      |
| «Сток Сіті»         | 1992–93           | Другий дивізіон    | 4         | 0         | 0     | 0     | 0          | 0          | 0         | 0         | 0       | 0       | 4      | 0      |
| «Саутгемптон»       | 1994–95           | Прем'єр-ліга       | 30        | 0         | 5     | 0     | 3          | 0          | 0         | 0         | 0       | 0       | 38     | 0      |
| «Саутгемптон»       | 1995–96           | Прем'єр-ліга       | 2         | 0         | 0     | 0     | 0          | 0          | 0         | 0         | 0       | 0       | 2      | 0      |
| «Плімут Аргайл»     | 1996–97           | Другий дивізіон    | 36        | 0         | 3     | 0     | 2          | 0          | 0         | 0         | 0       | 0       | 41     | 0      |
| «Олдем Атлетик»     | 1997–98           | Другий дивізіон    | 4         | 0         | 0     | 0     | 0          | 0          | 0         | 0         | 0       | 0       | 4      | 0      |
| «Бері»              | 1998–99           | Перший дивізіон    | 1         | 0         | 0     | 0     | 0          | 0          | 0         | 0         | 0       | 0       | 1      | 0      |
| «Лінкольн Сіті»     | 1998–99           | Другий дивізіон    | 2         | 0         | 0     | 0     | 0          | 0          | 0         | 0         | 0       | 0       | 2      | 0      |
| Всього за кар'єру   | Всього за кар'єру | Всього за кар'єру  | 567       | 1         | 70    | 0     | 75         | 0          | 38        | 0         | 18      | 0       | 768    | 1      |

Примітка:  ↑  Стовбчик «Інші» включає в себе Суперкубок Англії, Суперкубок Футбольної ліги, Міжконтинентальний кубок та Трофей Століття.

## Титули і досягнення
- Чемпіон Англії (6):

«Ліверпуль»: 1981–82, 1982–83, 1983–84, 1985–86, 1987–88, 1989–90
- Володар Кубка Англії (3):

«Ліверпуль»: 1985–86, 1988–89, 1991–92
- Володар Кубка англійської ліги (3):

«Ліверпуль»: 1981–82, 1982–83, 1983–84
- Володар Суперкубка Англії (5):

«Ліверпуль»: 1982, 1986, 1988, 1989, 1990
- Володар Кубка європейських чемпіонів (1):

«Ліверпуль»: 1983–84